# Шоош, Ференц
Ференц Шоош (венг. Soós Ferenc, 10 июня 1919 — 5 февраля 1981) — венгерский игрок в настольный теннис, призёр чемпионатов мира, 17-кратный чемпион Венгрии.

## Биография
Родился в 1919 году в Будапеште. На международной арене впервые проявил себя в 1936 году, завоевав две бронзовых медали на чемпионате мира. На чемпионате мира 1937 года он стал обладателем серебряной медали в командном первенстве, а на чемпионате мира 1938 года команда Венгрии завоевала золотую медаль.
На первом послевоенном чемпионате мира в 1947 году Ференц Шоош завоевал золотую медаль в смешанном разряде. В 1948 году он завоевал серебряную медаль в парном разряде. На чемпионате мира 1949 году он стал бронзовым призёром в одиночном разряде, и обладателем золотой медали в составе команды. На чемпионате мира 1950 года он стал обладателем золотой медали в парном разряде, и серебряных — в одиночном разряде и в составе команды.